# Pedro Nolasco Deschamps
Pedro Nolasco Deschamps Padrón fue un político dominicano.
Nació hacia 1807 en La Vega, durante la Era de Francia en la colonia de Santo Domingo. Era hijo del francés Pierre Deschamps (n. 1759) y de la dominicana Antonia Padrón.
En 1827 se convirtió en Caporal de Artillería y para 1840 era miembro del Consejo de Notables de esa misma ciudad. En 1869 era Suplente Alcalde.
Casó con Clara Cecilia Rodríguez, procreando 4 hijos: José, Federico, Cristóbal (alcalde de Bonao a finales del siglo XIX) y Eugenio. Casó en segundas nupcias con Saturnina López Acosta y engendró 3 hijos: Beltrán del Rosario, María Ramona y María Magdalena. Casó por tercera vez con Natividad Peña Reynoso y tuvo 4 hijos más: Eugenio (ministro de Correos y Telégrafos de 1899–1900, gobernador de Puerto Plata 1900–1902 y vicepresidente de la República Dominicana durante la presidencia de Alejandro Woss y Gil), Enrique (diplomático, escritor, educador, periodista, orador, académico, ensayista y miembro correspondiente de la Real Academia Española), Emilia y Ana.